# Ivona Fialková
Ivona Fialková (* 22. November 1994 in Brezno) ist eine ehemalige slowakische Biathletin.

## Karriere
Ivona Fialková startete zwischen 2011 und 2014 bei vier Biathlon-Juniorenweltmeisterschaften. Ihre besten Ergebnisse erreichte sie 2012 in Kontiolahti als Siebte eines Einzels und 2014 in Presque Isle als Neunte eines Sprints und Elfte der Verfolgung. In Innsbruck nahm sie an den Olympischen Jugend-Winterspielen 2012 teil, wo sie mit der gemischten Biathlon-Skilanglaufstaffel 17. wurde. Bei Juniorinnenrennen der Biathlon-Europameisterschaften kam Fialková 2013 in Bansko auf die Plätze 14 im Einzel, zehn im Sprint und elf in der Verfolgung. Ein Jahr später erreichte sie in Nové Město na Moravě die Ränge elf im Einzel, 24 im Sprint und 20 in der Verfolgung. Nach den guten Ergebnissen wurde sie für das Staffelrennen in die Auswahl der Slowakei berufen und erreichte an der Seite von Natália Prekopová, Andrea Horčiková und Lucia Šimová den achten Platz in der überrundeten Staffel. Bei den Sommerbiathlon-Weltmeisterschaften 2013 in Forni Avoltri gewann sie hinter ihrer Schwester Paulína und vor Natalja Schalejewa beziehungsweise Kristina Ilschenko die Silbermedaillen in Sprint und Verfolgung der Juniorinnen.
Ihr Debüt im IBU-Cup gab Fialková 2012 in Ridnaun und gewann als 39. eines Sprints sogleich Punkte. Im weiteren Saisonverlauf schaffte sie in Osrblie mit Rang 21 in einem Sprint ihr bestes Ergebnis in der Rennserie. 2013 bestritt Fialková in Annecy ihre ersten Rennen im Biathlon-Weltcup und wurde 88. eines Sprints. Mit Terézia Poliaková, Jana Gereková und Anastasiya Kuzmina wurde sie zudem Neunte im Staffelrennen.

## Persönliches
Ivona Fialková lebt in Čierny Balog. Ihre ältere Schwester Paulína Bátovská Fialková ist ebenfalls Biathletin.

## Biathlon-Weltcup-Platzierungen
Die Tabelle zeigt alle Platzierungen (je nach Austragungsjahr einschließlich Olympische Spiele und Weltmeisterschaften).
- 1.–3. Platz: Anzahl der Podiumsplatzierungen
- Top 10: Anzahl der Platzierungen unter den ersten zehn (einschließlich Podium)
- Punkteränge: Anzahl der Platzierungen innerhalb der Punkteränge (einschließlich Podium und Top 10)
- Starts: Anzahl gelaufener Rennen in der jeweiligen Disziplin
- Staffel: inklusive Mixed- und Single-Mixed-Staffeln

| Platzierung            | Einzel | Sprint | Verfolgung | Massenstart | Staffel | Gesamt |
| ---------------------- | ------ | ------ | ---------- | ----------- | ------- | ------ |
| 1. Platz               |        |        |            |             |         |        |
| 2. Platz               |        |        |            |             |         |        |
| 3. Platz               |        |        |            |             |         |        |
| Top 10                 |        | 2      | 2          |             | 9       | 13     |
| Punkteränge            | 1      | 12     | 6          | 3           | 32      | 54     |
| Starts                 | 13     | 51     | 26         | 3           | 33      | 126    |
| Stand: 10. Januar 2022 |        |        |            |             |         |        |

### Olympische Winterspiele
|                                          | Einzelwettbewerbe | Einzelwettbewerbe | Einzelwettbewerbe | Einzelwettbewerbe | Staffelwettbewerbe | Staffelwettbewerbe |
| Einzel                                   | Sprint            | Verfolgung        | Massenstart       | Damenstaffel      | Mixedstaffel       |                    |
| ---------------------------------------- | ----------------- | ----------------- | ----------------- | ----------------- | ------------------ | ------------------ |
| Olympische Winterspiele 2018 Pyeongchang | 64.               | 74.               | –                 | –                 | 5.                 | –                  |
| Olympische Winterspiele 2022 Peking      | 46.               | 41.               | 36.               | –                 | 19.                | 17.                |